# 新發
新發，是台灣宜蘭縣壯圍鄉的一個傳統地域名稱，位於該鄉北部。相較於今日行政區，其範圍大致包括新社村西半部、古亭村最北端。

## 歷史
台灣清治末期，新發地區為一街庄，稱為「新發庄」，隸屬於四圍堡。該庄昔日東北及東隔十三股溪與大福庄為界，南及西南與古亭笨庄為鄰，西北為土圍庄，北邊為車路頭庄。
1901年（日治明治三十四年）11月，廢縣廳改設二十廳，該庄隸屬於宜蘭廳，編入第二區。1905年（明治三十八年）7月，該區改名「四圍區」。1909年（明治四十二年）10月，合併二十廳為十二廳，該庄仍隸屬於宜蘭廳。1920年（大正九年），廢十二廳改設五州二廳，該庄改制為「新發」大字，隸屬於臺北州宜蘭郡壯圍庄。
戰後壯圍庄改制為壯圍鄉，隸屬於臺北縣，大字亦改制為村。1950年10月，北、基、宜分治，壯圍鄉改隸屬於宜蘭縣。

## 聚落
本地區發展較早的聚落為新發，在日治期初期的官方地圖上已有記載。

## 交通
省道台2線（壯濱路五段）是北台灣的濱海公路系統，其中基隆至蘇澳路段又稱為「北部濱海公路」，大致以縱向經過新發地區東部邊界外不遠處。由該道路向北可前往頭城、貢寮、瑞芳等地，向南可前往五結、蘇澳等地。
縣道192號（大福路二段）是礁溪龍潭至大福的道路，大致以西南—東北走向經過本地區西北部邊界地帶。由該道路向西南可前往土圍、五間、辛子罕、一結南部、大坡龍潭並止於梅洲二路路口，向東北可前往大福地區北部並止於省道台2線路口。
鄉道宜7線是竹安至新南的道路，大致以北偏東—南偏西走向經過本地區中部。由該道路向北偏東可前往車路頭東南部、塭底、大塭東南端並止於鄉道宜4線路口，向南偏西轉西南可前往古亭笨東部、十三股、壯六東部、公館西部、新興、南興並止於鄉道宜16線路口。
鄉道宜9線是社頭至南興的道路，大致以東北東—西南西走向經過本地區東南部端點。由該道路向東北東可前往大福地區南部並止於省道台2線路口，向西南西轉西南可前往古亭、功勞、壯六西北部、壯圍市區、美福、南興並止於鄉道宜16線路口。